# Jacqueline Grand
Jacqueline Grand (ur. 20 maja 1946 w Marsylii) – francuska polityk, prawnik i pisarka, w 1989 posłanka do Parlamentu Europejskiego II kadencji.

## Życiorys
Ukończyła studia prawnicze na Uniwersytecie w Aix-en-Provence oraz Instytut Nauk Politycznych w Paryżu. Zawodowo praktykowała jako adwokat. Zaangażowała się w działalność Zgromadzenia na rzecz Republiki. Od 1983 do 1989 była radną miejską Marsylii. W kwietniu 1989 uzyskała mandat posłanki do Parlamentu Europejskiego w miejsce Rogera Chinauda; należała do Europejskiego Sojuszu Demokratycznego. W XXI wieku zajęła się pisarstwem, tworząc m.in. książki sensacyjne.